# أيزو 3166-2:SA
أيزو 3166-2: SA هو ترميز خاص بالسعودية وهو جزء من أيزو 3166-2 الذي نشر بواسطة المنظمة الدولية للمعايير (ISO)، الخاص بترميز المناطق. حاليًا في المملكة العربية السعودية تم تحديد رموز الآيزو لـ 13 منطقة.
يتكون كل رمز من جزأين مفصولة بواصلة. الجزء الأول هو SA ، وهو كود ISO 3166-1 alpha-2 للمملكة العربية السعودية. الجزء الثاني يتكون من رقمين (01-14 باستثناء 13).

## الرموز الحالية
| الرمز | اسم المنطقة           |
| ----- | --------------------- |
| SA-11 | منطقة الباحة          |
| SA-08 | منطقة الحدود الشمالية |
| SA-12 | منطقة الجوف           |
| SA-03 | منطقة المدينة المنورة |
| SA-05 | منطقة القصيم          |
| SA-01 | منطقة الرياض          |
| SA-04 | المنطقة الشرقية       |
| SA-14 | منطقة عسير            |
| SA-06 | منطقة حائل            |
| SA-09 | منطقة جازان           |
| SA-02 | منطقة مكة المكرمة     |
| SA-10 | منطقة نجران           |
| SA-07 | منطقة تبوك            |